# Shoreham (Kent)
Shoreham is een civil parish in het bestuurlijke gebied Sevenoaks, in het Engelse graafschap Kent. 

## Geboren in Shoreham
- Naomi Watts (1968), Australische actrice van Engelse afkomst